# Fil mortal
Fil mortal (títol original: Live Wire) és una pel·lícula d'acció estatunidenca dirigida per Christian Duguay estrenada l'any 1992. Ha estat doblada al català.

## Argument
Després de violentes explosions que delmen la classe política, el govern decideix cridar un expert en explosius de l'FBI per portar la investigació. A cada atemptat, no es troba el menor indici, ni cap traça d'explosiu. Danny O'Neill (Pierce Brosnan) ha de posar fi a aquesta sèrie d'accions terroristes que sacseja el poder, però el temps juga contra ell.

## Repartiment
- Pierce Brosnan: Danny O'Neill
- Ron Silver: Frank Traveres
- Ben Cross: Mikhail Rashid
- Lisa Eilbacher: Terry O'Neill
- Tony Plana: Al-red
- Al Waxman: James Garvey
- Brent Jennings: Shane Rogers
- Philip Baker Hall: Senador Thyme
- Michael St. Gerard: Ben
- Clement von Franckenstein: Dr. Bernard
- Selma Archerd: Jutge Blair
- Norman Burton: Senador Victor

## Producció
- Christian Duguay havia pensat en principi en Wesley Snipes pel paper de Danny O'Neill, però aquest estava ocupat amb el rodatge de Passatger 57. D'altres actors com Bruce Willis, Michael Douglas i Arnold Schwarzenegger havien d'encarnar el paper, però aquest va ser finalment per Pierce Brosnan.

## Crítica
"La cosa resulta convencional, però almenys està filmada amb cert ofici"